# 天神氷川八幡合社
天神氷川八幡合社（てんじんひかわはちまんごうしゃ）は、埼玉県上尾市の神社。

## 歴史
創建年代は不明である。別当寺の密厳院も創建年代不詳である。ただ密厳院は、かつては真言宗寺院であり、明応年間（1492年 - 1501年）に臨済宗円覚寺派に転宗して再興されていることから、その頃までには既に存在していたものと推測される。
かつては「氷川天神八幡合社」と称していた。このことから、真言宗時代の密厳院によって、最初に「氷川神社」と「八幡神社」が祀られ、臨済宗時代になって、学問の神として崇敬されていた天満宮を祀ったものといわれている。順番が入れ替わったのは、天満宮の祭神である菅原道真に対する崇敬の念が高まったからだといわれている。
1873年（明治6年）、近代社格制度に基づく「村社」に列せられたが、1878年（明治11年）の火災で社殿が焼失した。1880年（明治13年）に再建された。

## 交通アクセス
- 路線バスけやき団地停留所より徒歩17分。